# Dasineura
Dasineura es un género de mosquitas de la familia Cecidomyiidae, algunas de las cuales causan agallas en las planta, por ejemplo Dasineura crataegi en Crataegus monogyna (majuelo) y Dasineura fraxinea en Fraxinus excelsior (fresno).

## Galería

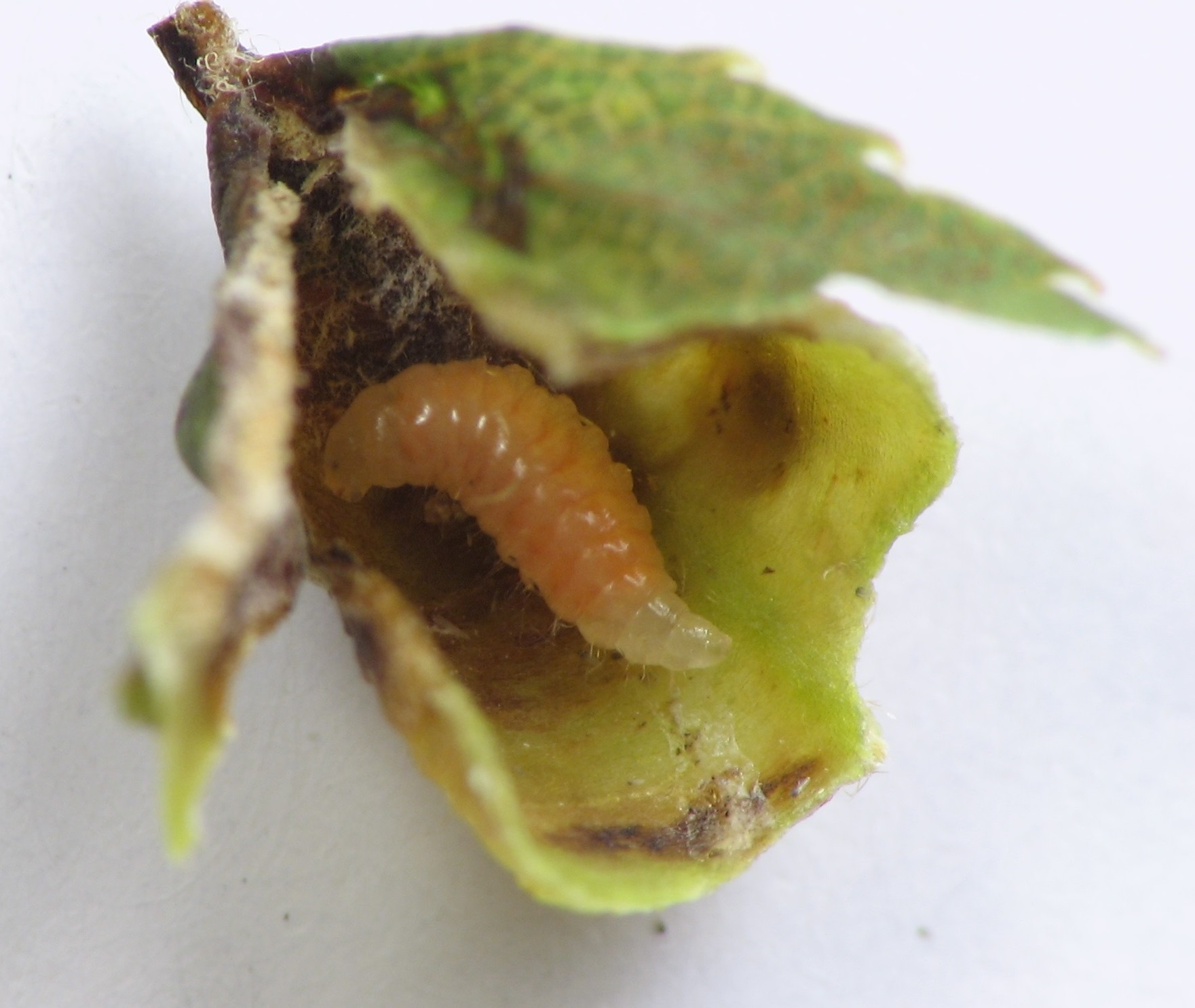
Larva de Dasineura salicifoliae en agalla
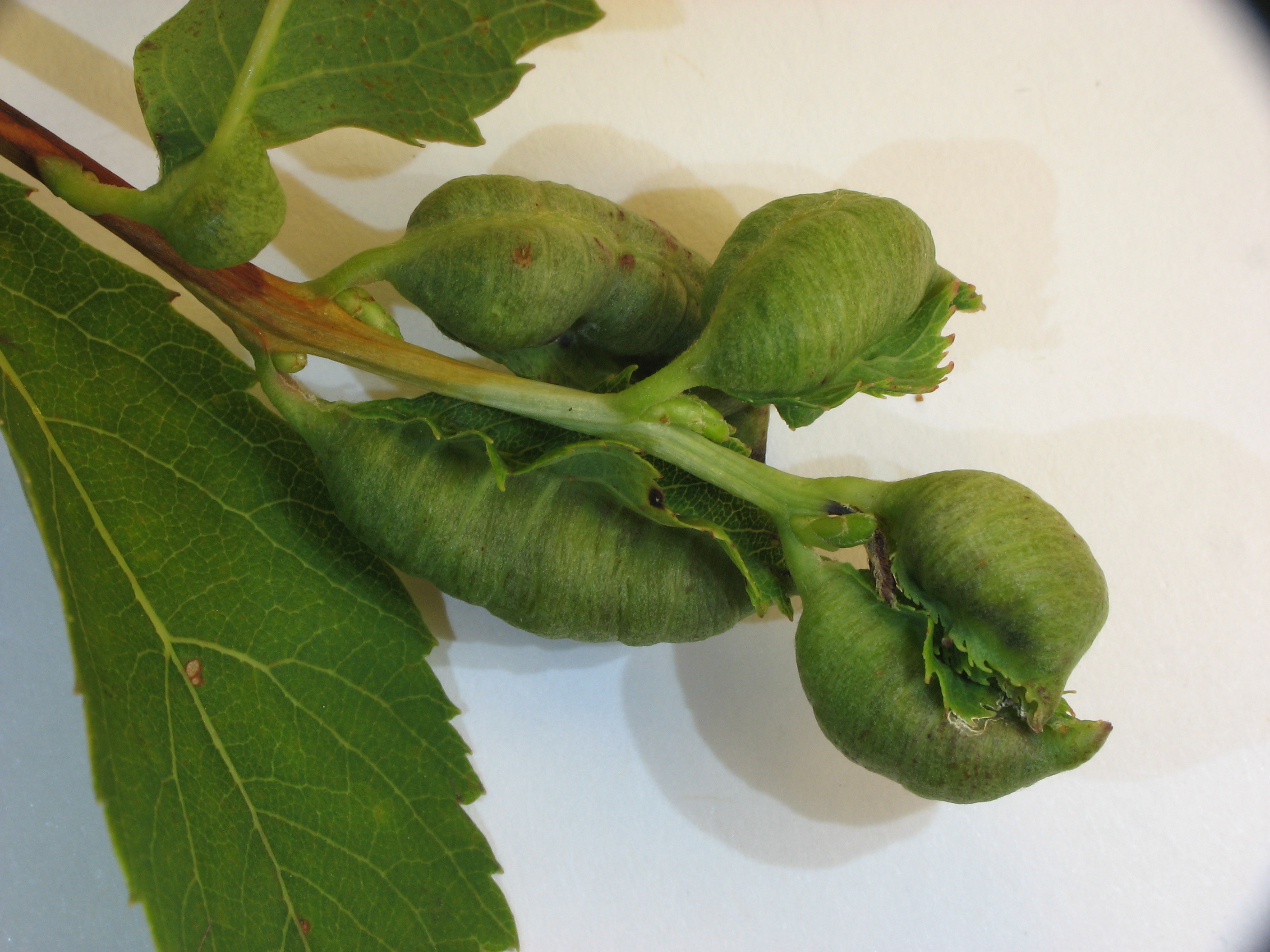
Agallas de Dasineura salicifoliae
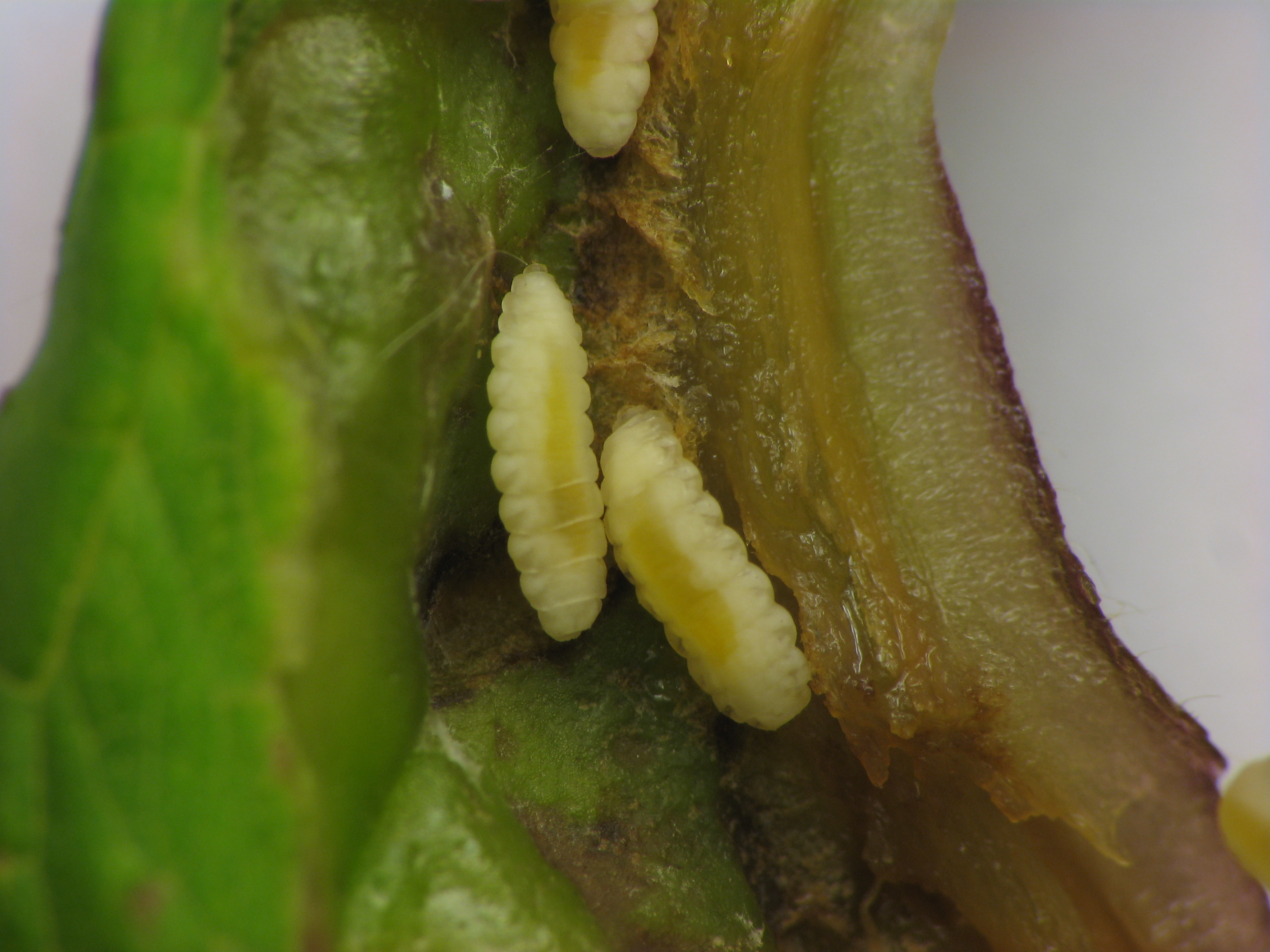
Larvas de Dasineura tumidosae
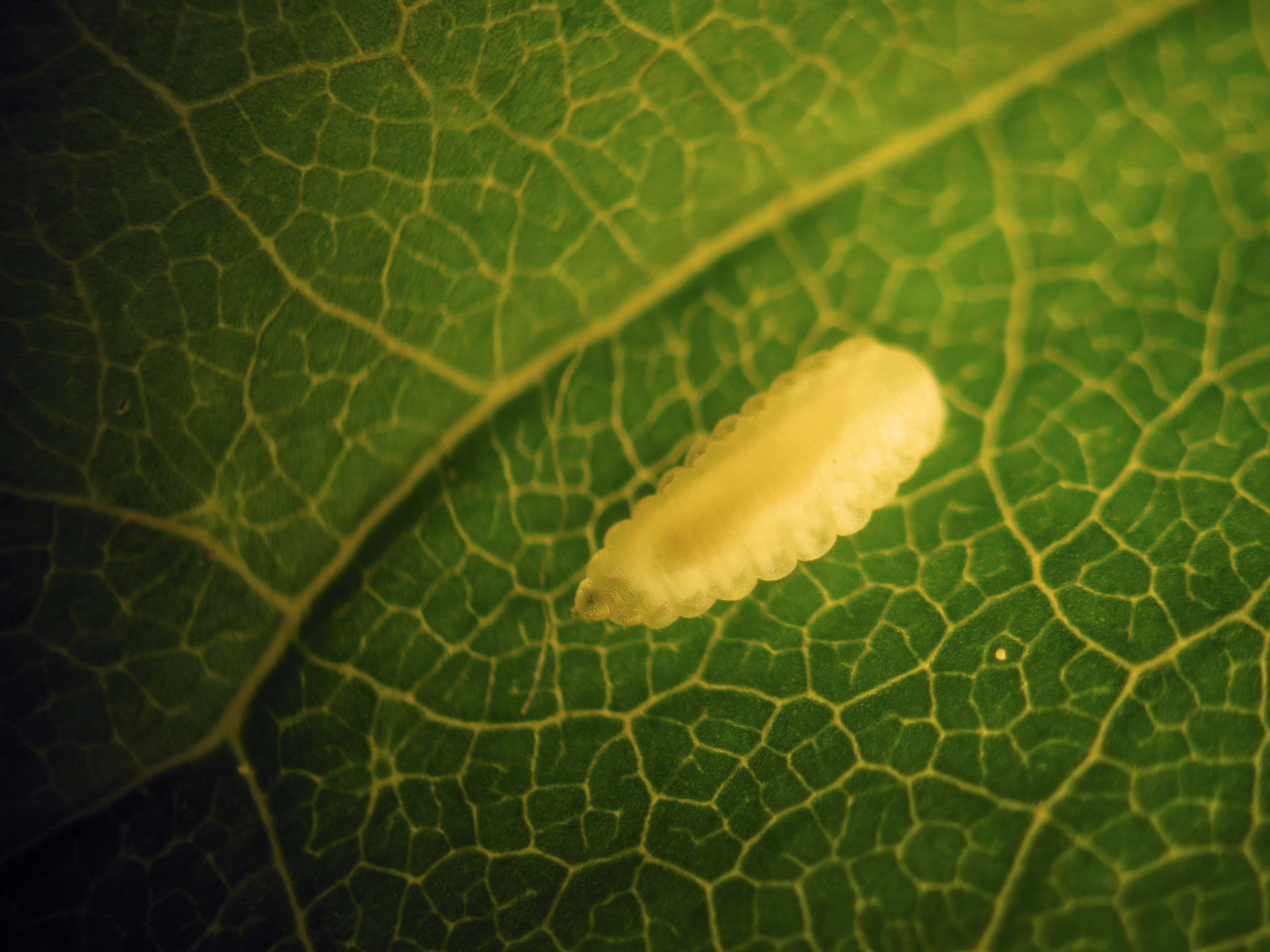
Larva de Dasineura pellex
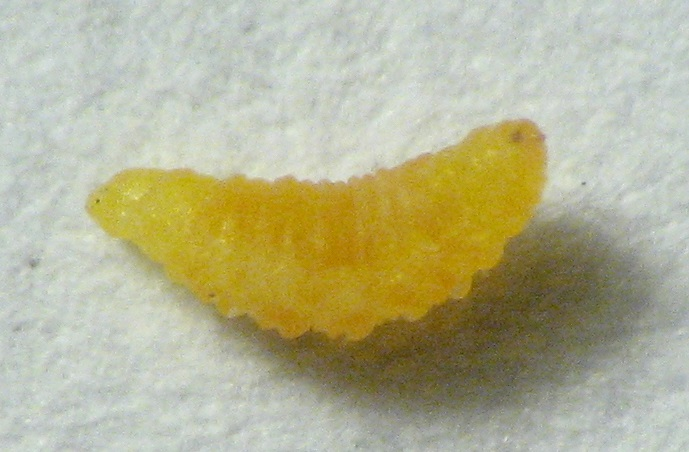
Larva de Dasineura carbonaria
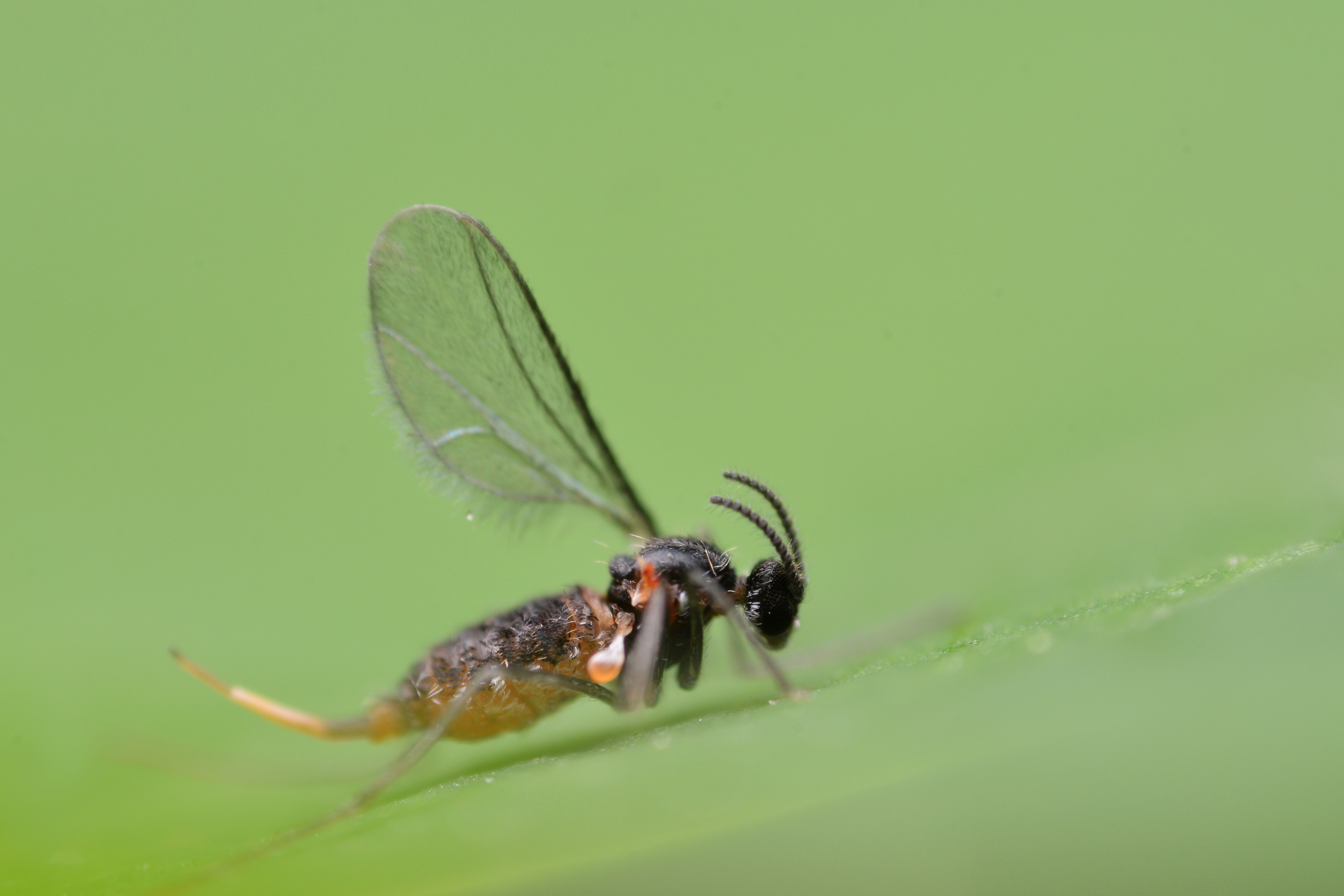
Dasineura brassicae, adulto
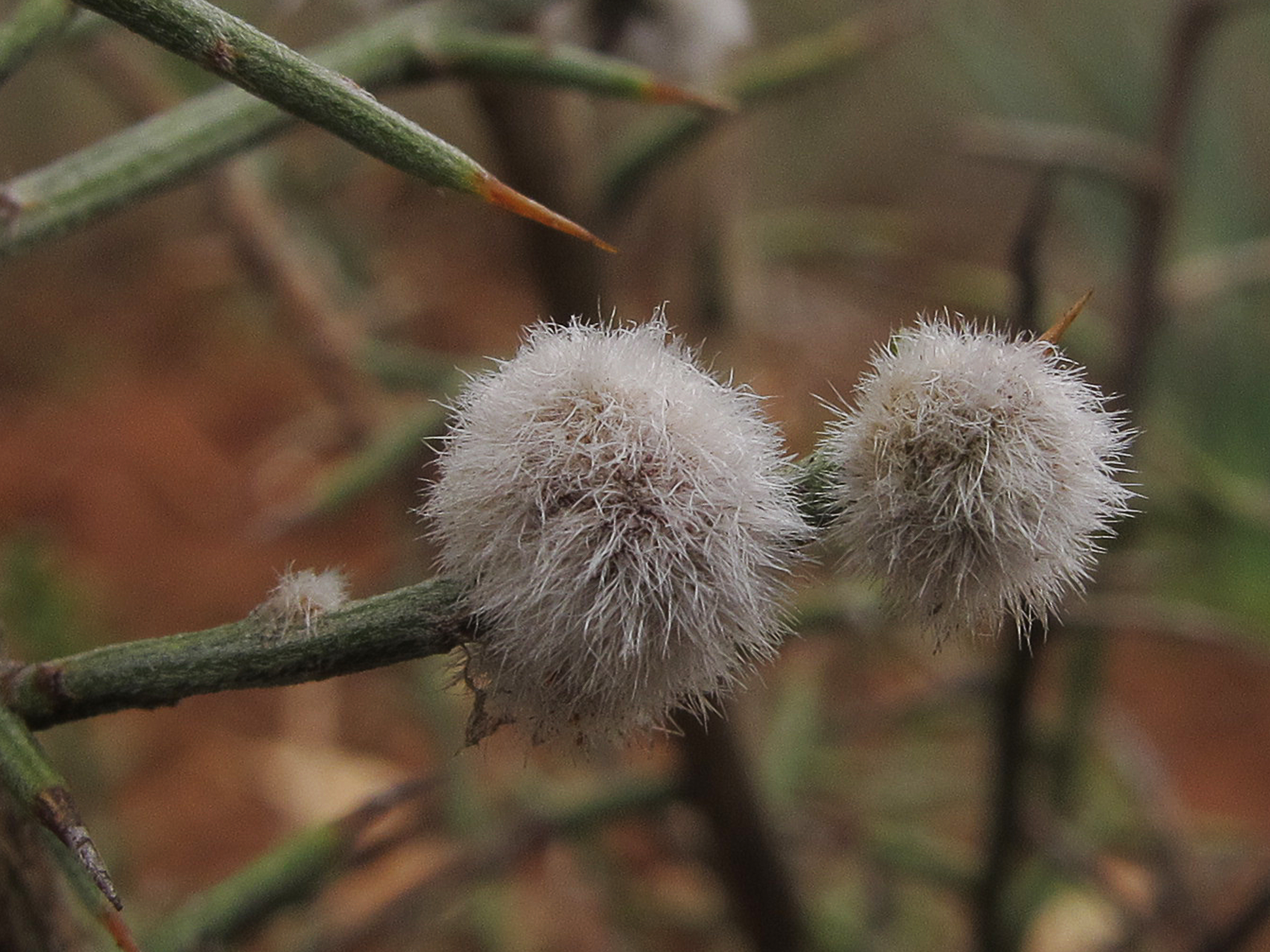
Agallas de Dasineura scorpii